# Junior idol

Junior idol (ジュニアアイドル), chidol (チャイドル, contraction de child idol) ou encore low teen idol (ローティーンアイドル), sont des termes de wasei-eigo qui désignent au Japon un enfant ou un jeune adolescent, fille ou garçon, embrassant une carrière de mannequin photographique. Un très jeune acteur/actrice ou un chanteur/chanteuse de J-pop (aussi appelés « idoles japonaises »), peuvent également être considérés comme des junior idols car ils paraissent fréquemment dans les shashinshū (albums-photos) et des DVD d'images fixes (DVD-images) à vocation publicitaire.

## Historique
L'invention du terme « chidol » (チャイドル, contraction des mots anglais child et idol) est attribué au chroniqueur Akio Nakamori et remonte au milieu des années 1990, période marquée par une augmentation importante du nombre d'enfants mannequins et de métiers impliquant des enfants de tout âge. Ce néologisme a été remplacé par le terme de « junior idol ».
Il n'y a pas d'âge à partir duquel un jeune devient un junior idol : Yumi Adachi, par exemple, a commencé sa carrière de mannequin à l'âge de deux ans et bien d'autres idoles ont commencé à poser dès l'âge de trois, quatre ou cinq ans sur des DVD dont le contenu est un ensemble d'images fixes (DVD-images).
Il existe plusieurs catégories dans ce groupe d'enfants. Elles sont désignées par un simple code U-[N] dans lequel U est l'abréviation du mot anglais under (moins) et [N] l'âge maximum de la catégorie. Aux premières catégories U-18, U-15, U-12 se sont rajoutées les sous-groupes U-10, U-6, U-3.
La majorité des junior idols sont lié(e)s par contrat à des agences de mannequins spécialisées. Certaines d'entre elles assurent une formation aux arts dramatiques et/ou au chant à destination de leurs jeunes recrues et sont affiliées à des studios de télévision commerciale, des éditeurs d'albums-photos où tout autre entreprise du genre. Les revenus tirés de cette activité sont relativement faibles pour des mannequins mais un certain nombre d'idols (ainsi que leurs parents) la considèrent comme un moyen d'accéder à des rôles plus gratifiants pour la suite de leur carrière. Ces transitions momentanées sont fréquentes : Saaya Irie, par exemple, a posé comme junior idol avant de tourner l'adaptation à la télévision d'une anime intitulée La Fille des enfers ainsi que plusieurs autres programmes télévisés.
Les productions mettant en scène des junior idols sont disponibles dans une multitude de formats : albums photos, CD, DVDs, photos, clips vidéos, etc. Afin de promouvoir un ou une idol particulier ou pour célébrer la parution d'un titre, certains magasins aménagent des rencontres entre l'idole et ses admirateurs au cours desquelles ces derniers peuvent obtenir des autographes, acheter des photos ou même, en fonction du montant de leurs achats (DVDs, albums-photos, exemplaires multiples d'un titre identique, etc.), être autorisés à photographier l'idol avec leur propre appareil.
Les photographies des junior idols les représentent souvent dans des uniformes scolaires, sorties de bains, vêtements de gymnastique, de yukatas, de domestique, de police ou même des tenues inspirées par des anime (cosplay).

### Loi contre la pornographie enfantine
Une loi japonaise, promulguée en novembre 1999 et révisée en 2004, vise particulièrement à la protection des junior idols. Elle condamne ainsi la distribution de la pornographie enfantine sur Internet et définit ce genre de pornographie en ces termes : « [La représentation], d'une manière qui peut être reconnue visuellement, telle que la pose d'un enfant [le terme étant utilisé avec le sens "personne de moins de 18 ans"] dans l'attitude d'un rapport sexuel ou d'un acte similaire à un rapport sexuel avec un [autre] enfant...la pose d'un enfant touchant des organes génitaux...[la représentation] d'un enfant totalement ou partiellement nu dans le but d'exciter le spectateur ou de stimuler son désir ».
En raison de cette ambiguïté, le site japonais d'Amazon a retiré 600 produits de junior idols le 25 août 2007 en raison d'une probabilité pour que ces derniers contreviennent à la loi. Le 16 octobre 2007, Jisei Arigane (有金慈青), 34 ans, chef de production de Shinkosha (新交社), une société spécialisée dans la diffusion de produits pornographiques, a été arrêté avec ses trois associés sous l'inculpation de mise sur le marché d'un DVD « obscène », tourné à Bali avec Yuki Yamagata (山形由希) âgée de 17 ans à l'époque des faits. Une longue séquence filmant les organes génitaux de l'actrice avaient été jugée contraires à la loi malgré le fait qu'elle portait un maillot de bain. Ces accusations furent rapidement abandonnées et les quatre personnes relâchées. Aujourd'hui, Shinkosha est toujours en activité mais préfère travailler avec des idoles majeures. À la suite de cet incident, la date de parution de plusieurs albums-photos et DVD initialement prévue pour le mois de novembre 2007 a été différée et des rencontres avec des junior idols annulées.